# Bartolomeo Albrici
Bartolomeo Albrici (Roma, 1634 – ...) è stato un compositore e musicista italiano.

## Biografia
Bartolomeo Albrici (o Albrighi o Albrei o Albreis) nacque in una famiglia di musicisti originaria di Montalboddo (l'attuale Ostra) in cui il padre Domenico Albrici era cantante, i fratelli Vincenzo e Leonora anch'essi musicisti. Il nonno materno Fabio Costantini e il di lui fratello Alessandro erano compositori.  
La sua carriera musicale lo portò a girare per tutta Europa: Stoccolma, Stoccarda, Dresda e Londra. 
Con il fratello Vincenzo lavorò in Svezia durante gli anni 50 del 1600, poi fu a Dresda dove coprì il posto di organista nella chiesa della corte sassone. In seguito i due fratelli, con la sorella Leonora, lasciarono Dresda alla ricerca di una posizione migliore e alla fine del 1662 arrivarono in Inghilterra dove diventarono membri del King's Italian Music. Dal 1664 al 1667 condivisero il ruolo di compositori presso Carlo II e il 5 maggio 1668 furono premiati con una medaglia d'oro per i loro servigi.
Nel 1671 Vincenzo ritornò a Dresda assieme alla sorella, ma Bartolomeo restò in Inghilterra e partecipò attivamente alla vita musicale di Londra guadagnandosi la vita componendo, insegnando e suonando il clavicembalo.
Durante l'esecuzione della Callisto di John Crowne il 15 febbraio 1675 viene citato un certo Mr. Bartleme suonatore di liuto e clavicembalo identificabile con il nostro Bartolomeo.
Il Complotto papista del 1678 rese difficile la vita ai cattolici, così che il 18 novembre 1679 Albrici e tre altri connazionali sottoposero una petizione dove dicevano di essere costretti ad abbandonare il paese per i maltrattamenti e la mancanza di salario. Ma Albrici restò in Inghilterra e dopo la ascesa al trono del cattolico Giacomo II, ritrovò i favori reali.
Nel 1682 Bartolomeo insegnava musica a Mary Evelyn, figlia dello scrittore John Evelyn. Nel 1686 quando Giacomo II istituì la Cappella Cattolica, Bartolomeo fu uno dei Gregoriani e il suo stipendio fu di circa 40£, il suo incarico prevedeva occasionalmente di seguire i monarchi nei loro viaggi fuori Londra.
Con l'ascesa al trono dei protestanti Guglielmo III d'Inghilterra e Maria II d'Inghilterra la Cappella fu disciolta, e non si hanno altre notizie dell'ormai sessantenne Bartolomeo.
Benché meno famoso del fratello Vincenzo fu un uomo di talento e fu molto stimato. Evelyn dopo aver ascoltato il King's Italian Music il 20 novembre 1679, ebbe a scrivere: "exquisitely performed by four of the most renowed masters".